# Dark Was the Night, Cold Was the Ground
Dark Was the Night, Cold Was the Ground è una canzone scritta ed interpretata da Blind Willie Johnson e registrata nel 1927. È principalmente un brano strumentale suonato con la slide guitar accompagnato da vocalizzi e mormorii di Johnson.
È uno dei 27 brani musicali scelti ed incisi sul disco Voyager Golden Record inserito nelle due sonde spaziali del Programma Voyager lanciate nel 1977. Fu scelto come rappresentazione della solitudine umana.
La registrazione è stata selezionata dalla Biblioteca del Congresso come aggiunta del 2010 al National Recording Registry, che seleziona annualmente le registrazioni che sono "culturalmente, storicamente o esteticamente significative".
Il brano è stato reinterpretato e pubblicato da numerosi musicisti oltre ad essere incluso in alcune colonne sonore.